# Rakhim Magamadov
 (décembre 2023).
Rakhim Magamadov est un lutteur français. Il est double  champion d’Europe et du monde des moins de 20 ans et champion d’Europe U23,

## Biographie
Né en Tchétchénie en 2003, ses parents fuient la guerre et arrivent en France en 2007. Il commence la lutte dans le club du Tarn-et-Garonne. Il choisit cette discipline sportive du fait que pratiquer un sport de combat en Tchétchénie est une obligation mais également un marqueur culturel,. De plus, son père ne voulait pas qu'il fasse un autre sport. Il essaye la lutte gréco-romaine puis opte pour la lutte libre. Durant les championnats de France, il est repéré par les sélectionneurs, et intègre le pôle France de Dijon pendant deux ans. Puis, il entre à l'INSEP où il rencontre Akhmed Aibuev et Ilman Mukhtarov.
Lors des Mondiaux seniors à Belgrade en Serbie, il fait partie des quatorze Français engagés (sept en lutte féminine, cinq en gréco-romaine, deux en lutte libre) pour tenter une qualification directe pour les Jeux Olympiques 2024. Il se fait éliminer en quart de finale. Il fait partie de la sélection de l'Equipe de France pour le TQO européen de Bakou en Azerbaïdjan), du 5 au 7 avril. Il s’incline en quart de finale, face à l’Ukrainien Vasyl_Mykhailov (en) , ce qui le disqualifie pour les Jeux Olympiques de 2024.

## Palmarès

### Championnat du monde
- Championnat du monde, 2023, Jordanie
  -  Catégorie junior-Lutte libre-Poids : 86 - 92 kg
- Championnat du monde, 2022, Bulgarie
  -  Catégorie junior-Lutte libre-Poids : 86 - 92 kg